# Bol (osjećaj)
Bol je tjelesni doživljaj patnje, osjećaj prenesen od osjetilnih živaca kroz leđnu moždinu i prema osjetnom području mozga, gdje se osjećaj doživljava. Prema Međunarodnom udruženju za proučavanja bola definiran je kao »neugodno osjetno i osjećajno iskustvo povezano s pravom ili potencijalnom ozljedom tkiva, ili uvjetovano tom štetom ili ozljedom«.
Osjećaj bola može biti akutni bol, nociceptivni bol, kronični bol i neuropatski bol. Akutni, po tijelo štetni podražaji poput visoke ili niske temperature, fizičke sile (traume, kirurške operacije) ili agresivne kemijske tvari aktiviraju nociceptore. Kada opasni podražaj potraje dovoljno dugo, nociceptivni neuroni oslobađaju proupalne markere i u svojemu okruženju senzibiliziraju na njih osjetljive stanice pa akutni bol postaje upalni bol. Nociceptivni bol dolazi iz tkiva oštećenih fizičkim ili kemijskim agensima, dok neuropatski bol proizlazi iz oštećenja i bolesti koje izravno pogađaju senzorne živce, kao što su dijabetička neuropatija, herpes zoster ili postherpetička neuralgija.
Bol istovremeno može biti dopuna nocicepciji, sustavu koji prenosi informacije o upali, šteti ili bliskoj šteti tkiva, prema leđnoj moždini i mozgu. Ipak, neovisno se opaža. Nocicepcija prenosi somatske informacije bez prisustva svijesti, dok je bol percepcija osjetilne informacije.
Kao dio tjelesnog obrambenog sustava, bol okida mentalno i fizičko ponašanje koje pokušava pronaći način da što prije završi bolno iskustvo. Istovremeno, bol predstavlja povratnu informaciju koja potiče učenje, čineći ponavljanje jednakog bolnog iskustva manje vjerojatnim. Nocicepcijski sustav može izazvati signale koji okidaju osjećaj bola, te je način odgovaranja na oštećenje i dio je brzog i upozoravajućeg prijenosa koji upućuje određene organe i prvenstveno središnji živčani sustav koji zatim započinje reakcije radi umanjivanja ozljede.

## Opis

### Jakost
Bol u intenzitetu može se razlikovati, i to počevši od laganog, zatim teškog, te naposljetku agonizirajućeg i može se pojaviti kao stalan ili nestalan. Može ga se doživjeti kao oštar, pulsirajuć, mučan, goruć, strijeljajuć ili kao kombinaciju navedenih. Doživljaj bola razlikuje se od pojedinca do pojedinca. Istovremeno, bol se može kvantificirati na numeričkoj ljestvici od 1-10 bodova; ipak, točnost ovakve ljestvice ometaju:
- osjetljivost 64%
- posebnost ili specifičnost 83%

### Lokalizacija
Lokalizacija nije uvijek točna i ne određuje problematično područje. Neki se osjećaji bola mogu proširiti ili zadržati na pojedinom mjestu. Bol koji se zadržava na jednom mjestu, obično kod organskih bolesti, događa se kada osjetilna vlakna viskusa ulaze u jednak segment kralješničke moždine kao somatski živci. 
Ovakva subjektivna lokalizacija bola uz određeni dio tijela određuje neke vrste bola, poput vratnog bola, kožnih bolova, bubrežnih bolova, i bolne uterine kontrakcije (trudovi) koji se odvijaju tijekom porođaja. Ova česta upotreba bola nije potpuno u skladu sa znanstvenim modelom bola kao subjektivnog iskustva.

## Neosjetljivost bola
Nemogućnost osjećanja bola, poput one u rijetkom stanju kongenitalne neosjetljivosti na bol ili kongenitalne analgezije, jest uzrok nesvjesnost prema fizičkom oštećenju tkiva.

## Upravljanje i terapija bola
Bol može biti akutni i kronični. Razlika između akutne i kronične vrste bola ne nalazi se u samom trajanju osjećaja bola, već u naravi samog bola. Njegovo upravljanje i terapije prikladne su tom pravilu.

### Akutni bol
Inače, liječnici smatraju liječenje akutnog bola, koja je obično uzrok oštećenja mekog tkiva, infekcije i/ili upale, lakšim. Obično se istovremeno liječi lijekovima ili odgovarajućim tehnikama koje otklanjaju uzrok bola, ili lijekovima ili odgovarajućim tehnikama kojima kontroliramo osjećaj bola (analgetici). Akutni bol služi kao alarm na ozljedu ili oštećenje tijela.

### Kronični bol
Liječnici imaju samo osnovnu izobrazbu u liječenju i upravljanju kroničnog bola, te se bolesnici koji od nje pate upućuju specijalistima.
Kronični se bol može pojaviti bez ikakva očita uzroka ili kao posljedica razvijajuće bolesti ili neravnoteže. Ovaj poremećaj može okinuti mnogobrojne psihološke probleme koji zbunjuju bolesnika i pružatelja zdravstvene njege, što dovodi do različitih dijagnoza i bolesnikova osjećaja bespomoćnosti i beznadnosti. Ponekad kronična bol može imati psihosomatski ili psihogen uzrok.
Kroničnim se bolom obično smatrao bol koji traje dulje od 6 mjeseci. Danas se definira kao "bolest bola". Njegovo podrijetlo, trajanje, jačina i specifični simptomi variraju. Jedina stalna činjenica koja prati kronični bol jest da se, kao poremećaj, ne može shvatiti na isti način kao akutni bol.
U nekim slučajevima neuspješno liječenje akutnog bola može dovesti do razvijanja kroničnog bola.  

### Ostale terapije
Hipnoza kao i ostale različite perceptivne tehnike koje provociraju izmijenjena stanja svijesti pokazale su se kao važna pomoć u upravljanju svim tipovima bola. Neke vrste fizičke manipulacije ili vježbe također pokazuju zanimljive rezultate.